# کوتا (کوندینامارکا)
کوتا (کوندینامارکا) (به اسپانیایی: Cota, Colombia) یک سکونتگاه مسکونی در کلمبیا است.

## خصوصیات
کوتا ۲۳٬۳۸۵ نفر جمعیت دارد.